# Daniel Milojevic
Daniel Milojevic (* 8. Mai 1984) ist ein ehemaliger österreichischer Fußballspieler.

## Karriere
Milojevic begann als Fußballspieler mit seiner Karriere beim SV Tulln in Niederösterreich. 2004 kam er zum LASK Linz in die Erste Liga. Ein Jahr später wurde er vom Pasching verpflichtet und kam in der Bundesliga zu 21 Einsätzen, sowie im UEFA-Cup zu einem Einsatz. 2007 nach der Übernahme der Paschinger durch den SK Austria Kärnten wechselte Milojevic zum SC Schwanenstadt in die Erste Liga. Nach der Umbenennung der Schwanenstädter in FC Magna Wiener Neustadt und der damit einhergehenden Übersiedelung nach Wiener Neustadt, war Milojevic ein halbes Jahr vereinslos. Im Januar 2009 unterschrieb er einen Vertrag beim Regionalligisten FC Blau-Weiß Linz, wechselte aber bereits im Sommer zum SV Traun und in der darauffolgenden Winterpause zum SKU Amstetten. Aus beruflichen Gründen wechselte Milojevic nach nur einem halben Jahr im Sommer 2010 zum SV Grieskirchen. Dort wie er auch bei seinen folgenden Stationen kam er kaum noch zum Einsatz. Ende 2016 beendete er seine Karriere.